# Ammersattel
Ammersattel (njem. Ammersattel – Sedlo Ammer, 1.082 m) je planinski prijevoj u Alpama na granici između Tirola (Austrija) i Bavarske (Njemačka).
Prijevoj se nalazi u regiji Ammergau u južnoj Bavarskoj. Vodi od Ettala blizu Oberammergaua (u pokrajini Garmisch-Partenkirchen) do Reuttea u sjeverozapadnom Tirolu. Sedlo Ammer je prijevoj između Ammergauer Hochplatte (2082 m.) na sjeverozapadu, Scheinbergspitz (1926 m.) na sjeveru, Kreuzspitze (2185 m.) na jugoistoku i Geierköpfe (2161 m.) na jugozapadu. Prva tri od ovih vrhova su u Njemačkoj, a Geierköpfe u Austriji.
Cesta preko prijevoja ima maksimalni nagib od 12%. Uglavnom je prilično ravna, iako je u blizini prijevoja nešto vijugavija. Napušta njemačku Bundesstraße 23 kod Ettala i spaja se s austrijskom Fernpass Straße (B 179) kod Reuttea. Sa sjeveroistoka vodi kroz dolinu Graswang uz rijeku Linder, pritoku rijeke Amper (ili Ammer) koja djelomično otječe u kredasto tlo. Cesta prolazi pored dvorca Linderhof Ludwiga II od Bavarske. S austrijske strane prolazi pored jezera Plansee.

## Vanjske poveznice
|  | Zajednički poslužitelj ima još gradiva o temi Ammersattel |